# Litoria coplandi
Litoria coplandi – gatunek płaza bezogonowego z podrodziny Pelodryadinae w rodzinie rzekotkowatych (Hylidae). Występuje w północnej Australii.

## Występowanie
Zasięg występowania rozleglejszy niż w przypadku większości przedstawicieli rodziny − obejmuje Kimberley w Australii Zachodniej oraz Ziemię Arnhema w Terytorium Północnym; gatunek spotkano także w skrajnie północno-zachodnim Queenslandzie (w Musselbrook Reserve). Oprócz wspomnianego rezerwatu stworzenie to zamieszkuje kilka innych obszarów chronionych, w tym Park Narodowy Kakadu.
L. coplandi zasiedla niewielkie wzgórza, zbocza, szukając sobie schronień w jaskiniach i szczelinach skalnych.

## Rozmnażanie
Sezon rozrodczy trwa od października do końca roku. Po deszczu samce wspinają się na stojące nad wodą kamienie, zwykle piaskowce, po czym nawołują. Samice składają swe jaja na dno zwykle skalistych zbiorników wód stojących, a także do okresowych strumieni o wolnym nurcie, przy czym mogą pozostawiać je pojedynczo, jak i w niewielkich grupach. Po około 52 dniach wykluwają się z nich kijanki.

## Status
Płaz występuje licznie, a jego liczebność utrzymuje się na stabilnym poziomie.